# Coco Grayson
Coco Grayson (* 15. November 2000 in Jackson Heights, Queens, New York City, New York) ist eine US-amerikanische Schauspielerin, Kinderdarstellerin und Synchronsprecherin. 

## Leben
Coco Grayson wurde am 15. November 2000 im Viertel Jackson Heights in New Yorks flächenmäßig größtem Borough Queens geboren und kam im Alter von fünf Jahren zur Schauspielerei. Hierbei wurde sie klassisch im Stanislavski-System und der Meisner-Technik ausgebildet und trat noch in jungen Jahren in Hauptrollen in diversen Stücken am Flat Rock Playhouse auf, wobei sie in sämtlichen Genres eingesetzt wurde. Nachdem sie im Jahre 2009 von einem Top-Ten-Talent-Agent aus Los Angeles entdeckt wurde, flog sie im Jahre 2009 an die Westküste, wo sie sich auf ihre Schauspielkarriere konzentrierte und im nachfolgenden Jahr mit dem Spielfilm The Wish List ihr Filmdebüt gab. Im komödiantisch-romantischen Drama mimte sie eine jüngere Version des von Jennifer Esposito dargestellten Protagonisten-Charakters Sarah Fischer. Weiters wurde sie in diesem Jahr im Kurzfilm The Mis-Informant – with Jack Black as Nathan Spewman neben anderen jungen Schauspieltalenten wie Caitlin Carmichael, Connor Gibbs oder Trenton Rogers eingesetzt.
Einen Gastauftritt als Shirin Shirazi hatte sie in diesem Jahr auch in einer Episode der The-CW-Serie 90210. 2011 gastierte sie in einer kleinen unwesentlichen Rolle in einem Segment der Talkshow Conan von und mit Conan O’Brien. Ein Jahr später folgte der eigentliche Durchbruch, als sie im Pilotfilm von Sofia die Erste – Auf einmal Prinzessin als Stimme der Prinzessin Hildegard in Erscheinung trat und diese Sprechrolle in der Serie bis dato (Stand: Februar 2016) noch immer ausübt. Weiters trug ihre Nebenrolle der Abigail Arroyo in der Amazon-Video-Serie Gortimer Gibbon – Mein Leben in der Normal Street zu ihrer internationalen Bekanntheit bei. Parallel zu ihrer Schauspielkarriere tritt Grayson auch als Balletttänzerin in Erscheinung und trat hierbei im Jahre 2008 bereits in Moscow Ballet’s Great Russian Nutcracker auf. Des Weiteren nahm sie im Laufe ihrer bisherigen Karriere auch drei Soundtrack-Lieder für Walt Disney Records auf.
In den deutschsprachigen Synchronfassungen übernahmen verschiedene Synchronsprecherin ihre Stimme. So übernahm in Sofia die Erste Angelina Geisler die deutsche Stimme, während in Gortimer Gibbon Farina Brock Graysons deutsche Stimme war.
Weitschichtig ist sie mit der 2010 verstorbenen Schauspielerin und Sängerin Kathryn Grayson, die Cousine ersten Grades ihres Urgroßvaters war, verwandt.

## Filmografie
Filmauftritte (auch Kurzauftritte)
- 2010: The Wish List
- 2010: The Mis-Informant – with Jack Black as Nathan Spewman (Kurzfilm)
- 2012: Sofia die Erste – Auf einmal Prinzessin (Sofia the First) (Pilotfilm)

Serienauftritte (auch Gast- und Kurzauftritte)
- 2010: 90210 (1 Episode)
- 2011: Conan (Talkshow) (1 Episode)
- seit 2013: Sofia die Erste – Auf einmal Prinzessin (Sofia the First) (Sprechrolle)
- seit 2015: Gortimer Gibbon – Mein Leben in der Normal Street (Gortimer Gibbon's Life on Normal Street)